# Fördraget i Marienburg
Fördraget i Marienburg slöts mellan Sverige och Brandenburg den 15 juni (juliansk kalender, 25 juni gregoriansk) 1656.
I fördraget förband sig kurfursten Fredrik Vilhelm I av Brandenburg att vid alla anfall inom Polen och Sveriges tyska länder understödja kung Karl X Gustav och ställa 4.000 man till hans förfogande. Karl X Gustav utfäste sig att med minst 6.000 man skydda kurfurstens länder. Genom ett särskilt fördrag erhöll kurfursten med full suveränitet fyra närmast Brandenburg och Schlesien liggande polska landskap.